# Nobi
Nobi bezeichnet angehörige der untersten Klasse des koreanischen Kastensystems vom 4. bis 19. Jahrhundert. Der Begriff wird gelegentlich mit „Sklave“, „Leibeigener“ oder „Diener“ übersetzt. Männliche Sklaven wurden no (奴) und weibliche Sklaven wurden bi (婢) genannt. So bedeutet Nobi männliche und weibliche Sklaven. In Alt-Joseon wurde jemand, der einen Diebstahl beging, zum Sklaven seines Opfers. In Buyeo wurden Mörder mit dem Tode bestraft, während seine restlichen Familienmitglieder nobi wurden. Wenn der Meister verstarb, wurden seine Sklaven oftmals als Opfergabe mit ihm begraben. Kriegsgefangene wurden zur Zeit der drei Reiche ebenfalls zu nobi. Oftmals dienten sie den erfolgreichen Heerführern, die sie besiegt haben. Arme Familien verkauften oftmals ihre Kinder, die letztendlich als nobi endeten.
660 waren 4 % der koreanischen Bevölkerung nobi. Zum Vergleich: Im antiken Griechenland waren es 30 %, in Rom betrug der Anteil der Sklaven 35 %.